# NK Čazma
NK Čazma je nogometni klub iz Čazme.
Trenutačno se natječe u 4. HNL – 4. NL Bjelovar – Koprivnica – Virovitica.